# Badby
Badby is een civil parish in het bestuurlijke gebied Daventry district, in het Engelse graafschap Northamptonshire met 632 inwoners.